# Ophiolimna perfida
Ophiolimna perfida är en ormstjärneart som först beskrevs av Jean Baptiste François René Koehler 1904.  Ophiolimna perfida ingår i släktet Ophiolimna och familjen knotterormstjärnor. Inga underarter finns listade i Catalogue of Life.